# Logicomix
Logicomix (2008) est un roman graphique sur la quête des fondements des mathématiques. Il est scénarisé par l'écrivain Apóstolos K. Doxiádis (auteur notamment d’Oncle Petros et la conjecture de Goldbach) et le professeur et chercheur en informatique théorique Christos H. Papadimitriou (de l'université de Californie, Berkeley). La conception des personnages et les dessins sont d’Alecos Papadatos (en) et la mise en couleurs d’Annie Di Donna. Le livre a été écrit à l'origine en anglais, puis traduit en grec par l'auteur lui-même pour sa sortie en Grèce, qui a précédé les sorties aux États-Unis et au Royaume-Uni.

## Synopsis
La partie proprement historique de Logicomix se déroule sur une soixantaine d’années, de l'enfance de Bertrand Russell, né en 1872, à l’aube de la Deuxième Guerre mondiale en septembre 1939.  Nous y découvrons l'aventure intellectuelle de la « quête épique des fondements des Mathématiques », c'est-à-dire du fondement de la logique mathématique et de la théorie des ensembles marqués par ce qui est appelé la crise des fondements, de façon accessible mais correcte.  Logicomix mêle les interrogations philosophiques des personnages à leurs propres troubles personnels, qui se fondent eux-mêmes sur les événements historiques de l'époque, et les batailles idéologiques qui en découlent.
Le narrateur est Bertrand Russell, un homme profondément sensible et introspectif, qui n'était pas seulement un philosophe et un pacifiste, mais également l'une des figures de premier plan dans la recherche fondamentale.  Au fil des pages, nous croisons les aspirations et les déboires, les triomphes et tragédies de nombreux autres grands penseurs du XXe siècle : G. E. Moore, Alfred North Whitehead, Gottlob Frege, Georg Cantor, Henri Poincaré, Ludwig Wittgenstein, Kurt Gödel, John Von Neumann et David Hilbert.
Logicomix met en scène une histoire en parallèle qui se situe dans l'actuelle Athènes.  On y voit les discussions (et désaccords) des créateurs du roman graphique sur le sens à donner à leur histoire, mettant en relief la recherche fondamentale en mathématiques comme une aventure moderne par excellence. Un carnet de notes et de biographies des principaux personnages complètent l’œuvre et permettent notamment au lecteur de faire la part, dans le scénario, entre les épisodes historiques de la vie de Bertrand Russell et ceux qui sont inventés pour les besoins du récit : il n'est pas certain, par exemple, que Russell ait assisté à la soutenance de thèse de Gödel concernant ses célèbres théorèmes d'incomplétude, et certaines rencontres évoquées sont même impossibles pour des raisons de chronologie.

## Publications
Logicomix a été édité dans plusieurs langues et pays entre 2008 et 2011.
- Grèce – 20 octobre 2008, Ikaros Publications,  (ISBN 978-960-8399-67-9)
- Pays-Bas – 15 août 2009, De Vliegende Hollander (The Flying Dutchman),  (ISBN 978-90-495-0079-5)
- Royaume-Uni 7 septembre 2009, Bloomsbury,  (ISBN 0-7475-9720-0)
- États-Unis – 29 septembre 2009, Bloomsbury USA,  (ISBN 1-59691-452-1)
- France – 10 mai 2010, Vuibert,  (ISBN 978-2-7117-4351-3)
- Italie – 10 juin 2010, Guanda,  (ISBN 978-88-6088-168-7)
- Allemagne – 30 août 2010, Atrium-Verlag,  (ISBN 978-3-85535-069-8)
- Finlande – 10 septembre 2010, Avain,  (ISBN 978-951-692-786-5)
- Brésil – 2010, Martins Fontes,  (ISBN 978-85-7827-278-4)
- Croatie (Stripologikon) - 2010, Logicomix Print Ltd. / Mate d.o.o.,  (ISBN 978-953-246-119-0)
- Espagne (Logicomix. Una búsqueda épica de la verdad) – March 24, 2011, Ediciones Sins Entido,  (ISBN 978-84-96722-74-3)
- Norvège – 2010, Arneberg,  (ISBN 978-82-8220-028-8)
- Pologne – Novembre 2011, W.A.B.,  (ISBN 978-83-7747-535-5)
- Danemark – Février 2012, Politisk Revy,  (ISBN 978-87-7378-325-2)
- République tchèque - Septembre 2012, Dokoran,  (ISBN 978-80-7363-401-8)